# 三条実秀
三条 実秀（さんじょう さねひで）は、江戸時代前期の公卿。権大納言・三条公広の子。官位は従一位・左大臣。三条家20代当主。後陽成天皇（108代）から後西天皇（111代）までの四代に亘って仕えた。

## 経歴
慶長9年（1604年）に叙爵してから累進し、元和元年（1615年）に左近衛中将となったのを機に元服した。元和5年（1619年）に従三位となり公卿に列する。その後も権中納言・権大納言・踏歌節会外弁などを歴任。慶安元年（1648年）に内大臣に任ぜられた。同年辞職。承応元年（1652年）から翌年にかけて右大臣を務めた。明暦3年（1657年）に従一位に叙せられ、万治3年（1660年）から翌年にかけて左大臣を務める。
長寿によって清華家の出世コースを順調にたどっていくことができた人物であった。

## 系譜
- 父：三条公広（1577-1626）
- 母：正親町三条公仲の娘
- 正室：権大納言日野資勝の娘
  - 男子：三条公富（1620-1677）
- 生母不明の子女
  - 女子：内藤義概継室